# Mário Dorminsky
Francisco Mário Dorminski de Carvalho (Porto, Paranhos, 30 de abril de 1955), mais conhecido como Mário Dorminsky, é fundador da revista Cinema Novo, em 1978, da Cinema Novo, C.R.L., em 1988 e da sua iniciativa mais conhecida, o Fantasporto, com sua esposa, em 1981. Esse é considerado o maior festival de cinema português.

## Biografia
É filho de Mário Dorminsky de Carvalho, de ascendência polaca, e de sua mulher Amélia da Conceição Fernandes, e casado com Beatriz Pacheco Pereira.
Dedicou-se desde sempre a diversas expressões da cultura, em particular ao cinema, à música e às artes plásticas, como gestor, produtor e curador. Trabalhou durante quatro anos em gabinetes de arquitectura, foi professor do ensino secundário, jornalista profissional, tendo tido uma experiência política, enquanto vereador eleito em Vila Nova de Gaia, desde 2005 a 2013, sendo então responsável pelo pelouro da política cultural da cidade.
Actualmente mantém-se como director (CEO) da Cinema Novo, C.R.L. e co-responsável pela organização do festival Fantasporto, evento cinematográfico de cinema fantástico que se vem realizando desde 1981 na cidade do Porto, sendo escritor e colunista em alguns média.
Desenvolveu desde 2005 até 21 de setembro de 2013, 8 anos de actividade política em Vila Nova de Gaia enquanto "vereador da cultura, património e turismo," tendo também sido membro do Conselho de Administração da empresa municipal Gaianima, responsável pela gestão do património cultural e da animação cultural e de lazer em Vila Nova de Gaia e por diversas vezes em ligação com o Porto. Tem sido membro das mais diversas entidades da área do turismo, entre outras, presidente da Associação de Turismo do Porto/PCB, da Cultura como Membro do Conselho de Cultura na Área Metropolitana do Porto, Presidente do Conselho de Cultura do Eixo Atlântico ou membro do Comissão Nacional do Património Cultural Imaterial Português, órgão tutelado pelo Ministério da Cultura. Liderou a organização da I Capital Cultural do Eixo Atlântico em Vila Nova de Gaia.
Frequentou arquitectura na Escola Superior de Belas-Artes do Porto e filosofia na Faculdade de Letras, ambas da Universidade do Porto. Após actividade intensa em arquitectura, em particular no Programa SAAL - Serviço de Apoio Ambulatório Local e em diversos gabinetes de arquitectura, foi professor do Ensino Secundário na área da educação visual, dedicando-se posteriormente, desde 1981, ao jornalismo como actividade profissional.
O Primeiro de Janeiro foi o jornal onde iniciou a sua actividade enquanto colaborador regular, seguindo-se o Notícias da Tarde, o Jornal de Notícias e O Comércio do Porto. Paralelamente foi delegado do Norte do jornal SETE e colaborou como cronista em meios de comunicação como o Semanário, Expresso, Jornal de Letras, entre outros. Manteve durante anos programas de cinema na TV e de rádio (RTP/Antena 1 (RDP), Rádio Nova, etc.). Colaborou em diversas revistas estrangeiras, nomeadamente como delegado português da norte-americana Variety.
Manteve ainda recentemente crónicas regulares no semanário Grande Porto, no JN e nas revistas Wine Passion e Prize. Lançou a chamada Revista da Cultura, no âmbito da sua actividade em Vila Nova de Gaia, e uma Agenda Cultural local, que se manteve desde 2005 até 2013, com edição mensal.
Desde 1976 Mário Dorminsky encontra-se ligado ao meio profissional do cinema.
Na área empresarial fundou duas distribuidoras cinematográficas. A Ecofilmes e a Cinema Novo. Na Ecofilmes foi também co-responsável pelo lançamento das consolas Sega e de software (jogos video) em Portugal e, na CINEMA NOVO depois de ter desenvolvido actividades específicas de gestão financeira, de recursos humanos e de marketing, assume actualmente a coordenação do Festival Internacional de Cinema do Porto, vulgo Fantasporto.
A Cinema Novo viria a evidenciar-se também pelas suas actividades em torno da produção de filmes, de edição de revistas e livros, eventos musicais, actividades ligadas às mais diversas valências da Cultura e do Saber, mas sobretudo pela criação do maior e mais significativo evento de cinema nacional de impacto internacional realizado em Portugal, o Festival Internacional de Cinema do Porto — Fantasporto — que se realiza, anualmente, desde 1981.
Organizou, no âmbito da sua actividade na Cinema Novo, festivais de cinema de impacto em Braga, Vila Nova de Gaia e Funchal entre outros.
Mário Dorminsky tem integrado inúmeros júris de festivais de cinema realizados em todo o Mundo, tais como o de Festival de Cannes, participando em contínuo desde os anos 70 em Mercados de Cinema Internacionais destacando-se também como conferencista, actividade para a qual é chamado com frequência sobretudo no estrangeiro.
Foi membro do Conselho Geral da Universidade Lusófona de Humanidades e Tecnologias até 2012. Tem sido convidado para dar aulas em diversas Universidades, Politécnicos e outros, sobretudo nas áreas do Cinema, da Gestão Cultural, do Marketing e da Comunicação.
Mário Dorminsky editou e dirigiu as revistas de cinema Cinema Novo e Estreia e o jornal ETC, tendo organizado centenas de ciclos e de programas de cinema e música. Editou diversos livros, entre os quais diversas monografias, uma História do Cinema e os recentes País em Brasa com prefácio de Luis Filipe Menezes e Portugal à Espera - Crónicas do Porto com prefácio de Manuel de Novaes Cabral.
Enquanto vereador foi responsável pela concepção de inúmeros projectos, no âmbito de uma lógica sustentada nas mais diversas valências da cultura e do saber, incluindo-se aqui um trabalho aprofundado sobre o património cultural imaterial português.
Para além de diversas distinções em confrarias, entidades várias e universidade recebeu a Medalha de Mérito Cultural do governo português, e a Medalha de Mérito Cultural - Grau Ouro da Câmara Municipal do Porto e da Câmara Municipal de Gaia.